# Enchenopa monoceros
Enchenopa monoceros är en insektsart som beskrevs av Ernst Friedrich Germar. Enchenopa monoceros ingår i släktet Enchenopa och familjen hornstritar. Inga underarter finns listade i Catalogue of Life.